# Debat Constituent
Debat Constituent, o Debat Catalunya XXI, és una associació que promou un procés participatiu transversal, inclusiu i plural per establir les bases constitucionals per al futur polític de Catalunya.